# Giacomo Matiz
Giacomo Matiz (Gemona del Friuli, 10 gennaio 1986) è un ex sciatore freestyle italiano.

## Biografia
Nato a Gemona del Friuli, in provincia di Udine, nel 1986, inizia a gareggiare nel circuito internazionale dall'età di 17 anni, nel 2003. Specializzato nelle gobbe e gobbe in parallelo, ad inizio carriera prende parte anche a gare di ski cross.
Fa il suo debutto in Coppa del Mondo il 18 febbraio 2005 a Sauze d'Oulx.
Nel 2007 e 2009 prende parte ai Mondiali, prima a Madonna di Campiglio e poi ad Inawashiro, in Giappone.
Nel 2011 partecipa ancora ai Mondiali, a Deer Valley, negli USA, arrivando 23º nelle gobbe con 19.43 punti, non qualificandosi per la finale, e 16° nelle gobbe in parallelo, ultimo dei qualificati al turno ad eliminazione nel quale esce subito, agli ottavi contro il canadese Alexandre Bilodeau.
Il 12 febbraio 2012 ottiene il suo migliore risultato in Coppa del Mondo, arrivando 8º a Beida Lake, in Cina.
L'anno successivo è di scena di nuovo ai Mondiali, stavolta in Norvegia, dove chiude 47º nelle gobbe con 21.66 punti e 28° nelle gobbe in parallelo con 22.56, in entrambi i casi non qualificandosi per la finale.
A 28 anni partecipa ai Giochi olimpici di Soči 2014, nella gara delle gobbe, chiudendo il suo turno di qualificazione con il 14° punteggio, 20.61, 21° totale, non riuscendo a qualificarsi per le finali.
Chiude la carriera nel 2015, a 29 anni, dopo i Mondiali di Kreischberg, in Austria, dove chiude la gara di gobbe al 36º posto con 68.55 punti e quella di gobbe in parallelo al 25° con 73.38, in tutti e due i casi non qualificandosi per la finale. Diventa in seguito allenatore.